# Saison 1986-1987 de la LHJMQ
Saison précédente Saison suivante
La saison 1986-1987 est la dix-huitième saison de hockey sur glace de la Ligue de hockey junior majeur du Québec. Les Chevaliers de Longueuil remportent la Coupe du président en battant en finale les Saguenéens de Chicoutimi. 

## Saison régulière

### Classement
| Clt | Équipe                      | PJ | V  | D  | N | BP  | BC  | Pts |
| --- | --------------------------- | -- | -- | -- | - | --- | --- | --- |
| 1   | Bisons de Granby            | 70 | 48 | 18 | 4 | 416 | 318 | 100 |
| 2   | Cataractes de Shawinigan    | 70 | 38 | 26 | 6 | 408 | 335 | 82  |
| 3   | Saguenéens de Chicoutimi    | 70 | 37 | 28 | 5 | 411 | 353 | 79  |
| 4   | Voltigeurs de Drummondville | 70 | 35 | 35 | 0 | 353 | 382 | 70  |
| 5   | Draveurs de Trois-Rivières  | 70 | 28 | 40 | 2 | 357 | 389 | 58  |

| Clt | Équipe                     | PJ | V  | D  | N | BP  | BC  | Pts |
| --- | -------------------------- | -- | -- | -- | - | --- | --- | --- |
| 1   | Chevaliers de Longueuil    | 70 | 46 | 20 | 4 | 369 | 259 | 96  |
| 2   | Titan de Laval             | 70 | 34 | 32 | 4 | 377 | 340 | 72  |
| 3   | Castors de Saint-Jean      | 70 | 28 | 41 | 1 | 332 | 389 | 57  |
| 4   | Olympiques de Hull         | 70 | 26 | 39 | 5 | 286 | 323 | 57  |
| 5   | Canadiens junior de Verdun | 70 | 14 | 55 | 1 | 299 | 520 | 29  |

- En gras : champion de division
- En italique : qualifié pour les séries

### Meilleurs pointeurs
| Joueur           | Équipe        | PJ | B  | A   | Pts | Pun |
| ---------------- | ------------- | -- | -- | --- | --- | --- |
| Marc Fortier     | Chicoutimi    | 65 | 66 | 135 | 201 | 39  |
| Patrice Lefebvre | Shawinigan    | 69 | 57 | 122 | 179 | 144 |
| Stephan Lebeau   | Shawinigan    | 65 | 77 | 90  | 167 | 60  |
| Patrice Tremblay | Chicoutimi    | 70 | 76 | 80  | 156 | 34  |
| Pierre Turgeon   | Granby        | 58 | 69 | 85  | 154 | 8   |
| Luc Beausoleil   | Laval         | 67 | 65 | 87  | 152 | 53  |
| Claude Dumas     | Granby        | 67 | 50 | 82  | 132 | 59  |
| François Guay    | Laval         | 63 | 52 | 77  | 129 | 67  |
| Alain Charland   | Drummondville | 70 | 53 | 75  | 128 | 64  |
| Stefan Figliuzzi | Saint-Jean    | 70 | 43 | 78  | 121 | 25  |

## Séries éliminatoires

### Premier tour
Le premier est tour est joué sous forme de tournoi toutes rondes pour chaque division. Les deux premiers se qualifient pour les demi-finales. L'équipe vainqueur remporte la Coupe du président.
| Clt | Équipe                      | PJ | V | D | BP | BC | Pts |
| --- | --------------------------- | -- | - | - | -- | -- | --- |
| 1   | Cataractes de Shawinigan    | 8  | 7 | 1 | 40 | 37 | 14  |
| 2   | Saguenéens de Chicoutimi    | 8  | 4 | 4 | 47 | 39 | 8   |
| 3   | Bisons de Granby            | 8  | 3 | 5 | 39 | 44 | 6   |
| 4   | Voltigeurs de Drummondville | 8  | 2 | 6 | 34 | 4  | 40  |

| Clt | Équipe                  | PJ | V | D | BP | BC | Pts |
| --- | ----------------------- | -- | - | - | -- | -- | --- |
| 1   | Chevaliers de Longueuil | 8  | 5 | 3 | 35 | 34 | 10  |
| 2   | Titan de Laval          | 8  | 5 | 3 | 50 | 39 | 10  |
| 3   | Olympiques de Hull      | 8  | 4 | 4 | 38 | 34 | 8   |
| 4   | Castors de Saint-Jean   | 8  | 2 | 6 | 35 | 51 | 4   |

- En gras : qualifié pour les demi-finales

### Tableau final
|  | Demi-finales             | Demi-finales             |                         |   | Finale               | Finale               |
|  | Demi-finales             | Demi-finales             |                         |   | Finale               | Finale               |
|  |                          |                          |                         |   |                      |                      |
|  | Du 10 au 22 avril        | Du 10 au 22 avril        |                         |   | Du 27 avril au 5 mai | Du 27 avril au 5 mai |
|  | Du 10 au 22 avril        | Du 10 au 22 avril        |                         |   | Du 27 avril au 5 mai | Du 27 avril au 5 mai |
|  | Chevaliers de Longueuil  | 4                        |                         |   | Du 27 avril au 5 mai | Du 27 avril au 5 mai |
|  | Chevaliers de Longueuil  | 4                        |                         |   | Du 27 avril au 5 mai | Du 27 avril au 5 mai |
|  | Titan de Laval           | 3                        |                         |   | Du 27 avril au 5 mai | Du 27 avril au 5 mai |
|  | Titan de Laval           | 3                        | Chevaliers de Longueuil | 4 |                      |                      |
|  | Du 10 au 21 avril        |                          | Chevaliers de Longueuil | 4 |                      |                      |
|  |                          | Saguenéens de Chicoutimi | 1                       |   |                      |                      |
|  | Cataractes de Shawinigan | Saguenéens de Chicoutimi | 1                       | 2 |                      |                      |
|  | Cataractes de Shawinigan |                          |                         | 2 |                      |                      |
|  | Saguenéens de Chicoutimi | 4                        |                         |   |                      |                      |
|  | Saguenéens de Chicoutimi | 4                        |                         |   |                      |                      |

## Équipes d'étoiles
La ligue sélectionne trois équipes d'étoiles.

### Première équipe
- Gardien de but : Robert Desjardins, Chevaliers de Longueuil
- Défenseur gauche : Jean-Marc Richard, Saguenéens de Chicoutimi
- Défenseur droit : Stéphane Quintal, Bisons de Granby
- Ailier gauche : Everett Sanipass, Bisons de Granby
- Centre : Marc Fortier, Saguenéens de Chicoutimi
- Ailier droit : Patrice Lefebvre, Cataractes de Shawinigan
- Entraîneur : Guy Chouinard, Chevaliers de Longueuil

### Deuxième équipe
- Gardien de but : Jimmy Waite, Saguenéens de Chicoutimi
- Défenseur gauche : Donald Dufresne, Chevaliers de Longueuil
- Défenseur droit : Éric Desjardins, Bisons de Granby
- Ailier gauche : Benoît Brunet, Olympiques de Hull
- Centre : Stephan Lebeau, Cataractes de Shawinigan
- Ailier droit : Luc Beausoleil, Titan de Laval et Patrice Tremblay, Saguenéens de Chicoutimi
- Entraîneur : Gaston Drapeau, Saguenéens de Chicoutimi

### Troisième équipe
- Gardien de but : Jason Glickman, Olympiques de Hull
- Défenseur gauche : Yves Racine, Chevaliers de Longueuil
- Défenseur droit : Steve Veilleux, Draveurs de Trois-Rivières
- Ailier gauche : Denis Paul, Cataractes de Shawinigan
- Centre : Pierre Turgeon, Bisons de Granby
- Ailier droit : Daniel Vincelette, Voltigeurs de Drummondville
- Entraîneur : Jacques Grégoire, Cataractes de Shawinigan

## Trophées
Trois récompenses collectives et dix individuelles sont décernées.

### Récompenses collectives
- Coupe du président (champions des séries éliminatoires) : Chevaliers de Longueuil
- Trophée Jean-Rougeau (champions de la saison régulière) : Bisons de Granby
- Trophée Robert-Lebel (meilleure moyenne de buts encaissés) : Chevaliers de Longueuil

### Récompenses individuelles
- Trophée Jean-Béliveau (meilleur pointeur) : Marc Fortier, Saguenéens de Chicoutimi
- Trophée Jacques-Plante (meilleure moyenne de buts encaissés) : Robert Desjardins, Chevaliers de Longueuil
- Trophée Michel-Bergeron (meilleur recrue offensive) : Rob Murphy, Titan de Laval
- Trophée Frank-J.-Selke (joueur le plus gentilhomme) : Luc Beausoleil, Titan de Laval
- Trophée Michel-Brière (meilleur joueur) : Robert Desjardins, Chevaliers de Longueuil
- Trophée Émile-Bouchard (meilleur défenseur) : Jean-Marc Richard, Saguenéens de Chicoutimi
- Trophée Guy-Lafleur (meilleur joueur des séries éliminatoires) : Marc Saumier, Chevaliers de Longueuil
- Trophée Michael-Bossy (meilleur espoir) : Pierre Turgeon, Bisons de Granby
- Trophée Raymond-Lagacé (meilleur recrue défensive) : Jimmy Waite, Saguenéens de Chicoutimi
- Trophée Marcel-Robert (meilleur étudiant) : Patrice Tremblay, Saguenéens de Chicoutimi